# Flughafen Timișoara

i7
i11
i13

Business Class Lounge am Flughafen von Timișoara

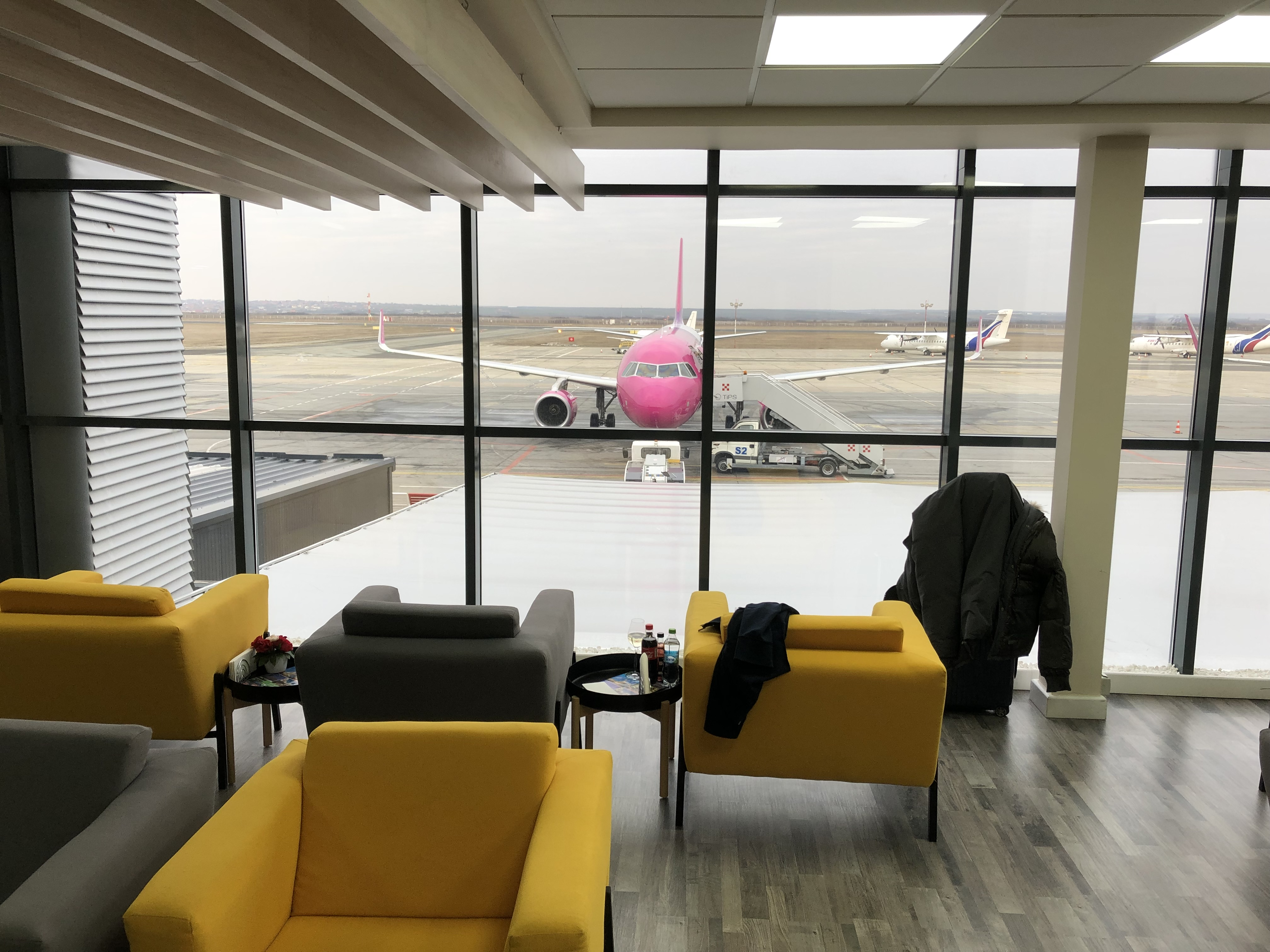
Blick auf das Rollfeld aus der Business Class Lounge

Der Flughafen Timișoara (rumänisch Aeroportul Internațional Traian Vuia, IATA-Code: TSR, ICAO-Code: LRTR) ist ein internationaler rumänischer Flughafen nordöstlich der Stadt Timișoara. Er ist nach dem Flughafen Bukarest Henri Coandă der zweitgrößte Flughafen Rumäniens.
Der Flughafen ist nach dem rumänischen Erfinder und Luftfahrtpionier Traian Vuia (1872–1950) benannt. Dieser konstruierte, baute und flog 1906 das erste Eigenantriebs-Luftfahrzeug schwerer als Luft in Europa.
Der Flugplatz wird auch von den Rumänischen Luftstreitkräfte mitgenutzt. Früher waren auf der Baza Aeriană 93 Kampfflugzeuge stationiert. Nach ihrem Abzug wurde der militärische Bereich stark verkleinert. Ein kleineres Areal wird nach wie vor durch die Luftstreitkräfte genutzt, es untersteht seit September 2004 als Baza 71 Aeriana annex dem Militärflugplatz Câmpia Turzii.

## Geschichte
Im Jahr 1935 wurde unweit des heutigen Standortes in Moșnita Veche südöstlich von Timișoara der erste rumänische Flugplatz gebaut. Ein weiterer Flugplatz, der noch heute existiert, befindet sich nordwestlich der Innenstadt. Während des Zweiten Weltkriegs wurde dieser auch von der deutschen Luftwaffe genutzt. Im April 1941 lag hier die 3. Staffel der (Höhen-)Aufklärungsgruppe 41.
1960 wurde das erste Verwaltungsgebäude des Flughafens an seiner heutigen Stelle in der Nähe des Dorfes Ghiroda gebaut. Im Jahr 1964 wurde das Empfangsgebäude für Inlandsflüge seiner Bestimmung übergeben.
Zwischen 1975 und 1980 wurde die Start- und Landebahn von 2500 auf 3500 m verlängert, und der International Terminal, der Kontrollturm, die VIP-Lounge und ein Verwaltungsgebäude in Betrieb genommen. In den Jahren zwischen 1980 und 1990 wurde der Luftverkehr für Inlandsflüge (nach Bukarest und Constanța) und auch für internationale Flüge (von und nach Frankfurt am Main, New York und Chicago) aufgenommen.
Nach dem Ende des Kalten Kriegs blieb die damalige Baza 93 Aeriana noch einige Jahre Stützpunkt von MiG-23MF/UB-Jagdbombern. Die letzten drei "Flogger" wurde Anfang 2002 außer Dienst gestellt. Die hier stationierten Hubschrauber gehörten zu diesem Zeitpunkt noch zur 73. Hubschraubergruppe, Grupul 73 Elicoptere in Caransebeș/Karansebesch. Im August 2004 wurde die Luftbasis 93 geschlossen und das militärische Areal mit ihren Helikoptern wurden als Baza 71 Aeriana Annex in Câmpia Turzii unterstellt.
Ein Lagerhaus für Luftfracht wurde 1998 eröffnet. Im Jahr 2002 wurde die Abflugshalle für Inlandsflüge modernisiert. Seit 2003 trägt der Flughafen den Namen von Traian Vuia. Ebenfalls 2003 nahm ein Terminal für Transitverkehr seinen Betrieb auf, und der Flughafen entwickelte sich zu einem Luftverkehrsknotenpunkt, der auch Städte in Rumänien mit Flughäfen in Italien und Deutschland verband.
2004 wurde der internationale Terminal modernisiert und erweitert. 2005 folgte eine Machbarkeitsstudie für die Entwicklung des Flughafens in den Jahren 2006 bis 2015.
Wegen des ansteigenden Flugaufkommens wurde 2006 der Vorfeldbereich erweitert und ein neuer Parkplatz eingerichtet. 2007 folgte eine Erweiterung des internationalen Terminals.
Im Jahr 2008 hatte der Flughafen fast eine Million Passagiere und bewegte 1950 Tonnen Fracht.
2010 wurden die Arbeiten für das Terminal 1, für Nicht-Schengen-Flüge, beendet.
2012 wurde die Start- und Landebahn mit Asphalt erneuert sowie die Befeuerung der Landebahn. Zudem wurden 2015 Systeme für die Landekategorien CAT IIIa in Richtung Osten (290) sowie CAT II in Richtung Westen (110) in Betrieb genommen.
Im Jahr 2017 verzeichnete der Flughafen 1.620.800 Passagiere.

## Militärische Nutzung
Der militärische Bereich des Flughafens wird noch (Stand 2018) von einem Verband genutzt:
Escadrila 712 Elicoptere, Hubschrauberstaffel ausgerüstet mit IAR-330M-Helikoptern

## Zivile Nutzung

Blick auf das Rollfeld und das Terminalgebäude

Außer einigen Inlandslinien werden von Timisoara Verbindungen nach Dortmund, Frankfurt, Frankfurt Hahn, München, Stuttgart und Weeze angeboten.

## Verkehrszahlen
| Jahr        | Passagiere (total) | Veränderung | Flugbewegungen (total) | Veränderung |
| ----------- | ------------------ | ----------- | ---------------------- | ----------- |
| 2005        | 611,705            |             | 22,716                 |             |
| 2006        | 753,934            | ▲+23,2 %    | 24,817                 | ▲+9,2 %     |
| 2007        | 836,574            | ▲+6,7 %     | 25,379                 | ▲+2,2 %     |
| 2008        | 890,704            | ▲+6,4 %     | 24,788                 | ▲+2,4 %     |
| 2009        | 973,873            | ▲+9,3 %     | 24,815                 | ▲+0,1 %     |
| 2010        | 1,138,431          | ▲+16,8 %    | 25,807                 | ▲+3,9 %     |
| 2011        | 1,202,925          | ▲+5,6 %     | 23,214                 | ▼−10,1 %    |
| 2012        | 1,039,109          | ▼−13,7 %    | 18,522                 | ▼−20,3 %    |
| 2013        | 757,096            | ▼−27,2 %    | 11,929                 | ▼−35,6 %    |
| 2014        | 736,191            | ▼−2,8 %     | 10,293                 | ▼−13,8 %    |
| 2015        | 924,459            | ▲+25,6 %    | 11,661                 | ▲+13,3 %    |
| 2016        | 1,161,482          | ▲+25,3 %    | 14,222                 | ▲+22 %      |
| 2017 (Juli) | 925,257            | ▲+62 %      | 10,031                 | ▲+39,1 %    |

## Zwischenfälle
- Am 14. August 1991 kollidierte eine aus Bukarest kommende Frachtmaschine des Typs Iljuschin Il-18 der rumänischen TAROM (Luftfahrzeugkennzeichen YR-IMH) aufgrund eines zu tiefen Landeanflugs auf den Flughafen Timișoara mit bergigem Gelände. Bei diesem CFIT (Controlled flight into terrain) wurden alle neun Menschen an Bord getötet.[10]